# بویوک همیه
بویوک همیه (به ترکی آذربایجانی: Böyük Həmyə) یک منطقه مسکونی در جمهوری آذربایجان است که در شهرستان سیاه‌زن واقع شده است. بویوک همیه ۲۲۸۱ نفر جمعیت دارد.